# مارك بيرغن
مارك بيرغن (بالإنجليزية: Mark Bergin)‏ هو لاعب قذف أيرلندي، ولد في 28 أبريل 1989 في كيلكيني في جمهورية أيرلندا.